# Тюильри (сад)

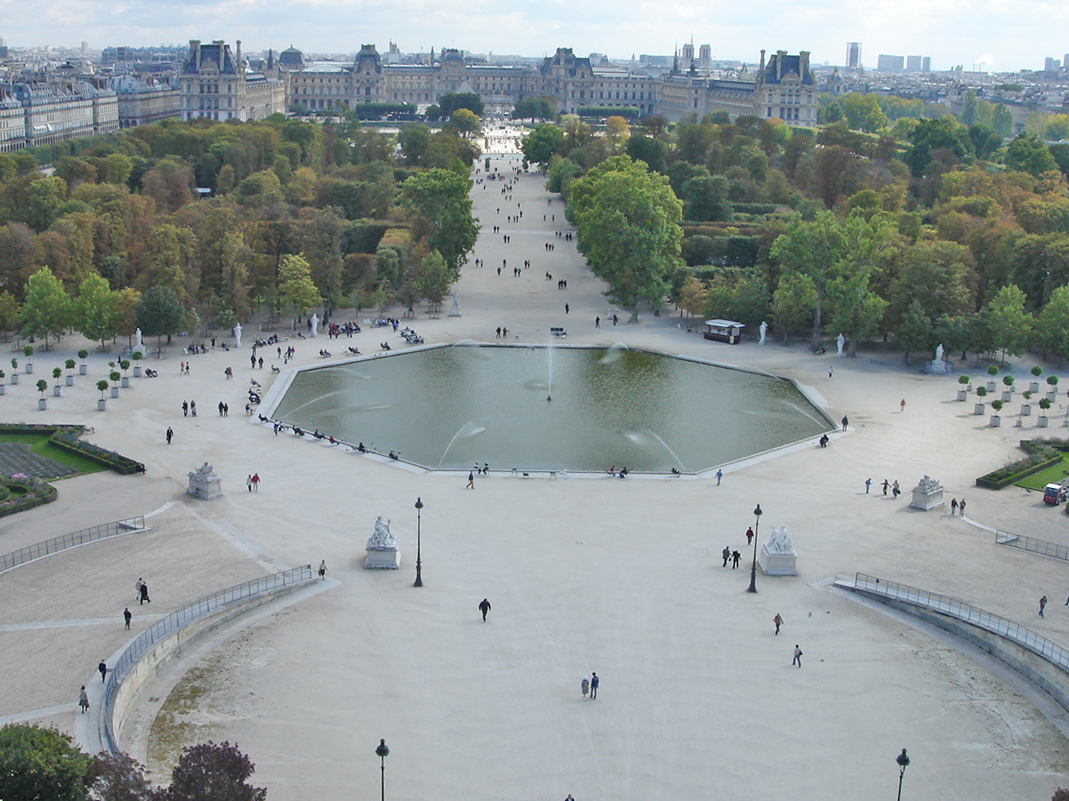
Вид со стороны площади Согласия на сад Тюильри и Луврский дворец за ним

Сад Тюильри́ (фр. le jardin des Tuileries) — общественный парк в центре Парижа, в 1-м округе, занимает территорию между площадью Согласия, улицей Риволи, Лувром и Сеной; раскинулся на 25,5 га, его длина — 920 м, а ширина — 325 м.
Когда-то к нему примыкал дворец Тюильри. Ныне парк — самый значительный и самый старый парк во французском стиле.

## История

### Этимология
Ещё в XV веке здесь была окраина города за стенами Луврской крепости — с публичной свалкой и добычей глины для производства черепицы (фр. tuile, «тюиль»), — отсюда и название Тюильри.

### Парк Екатерины Медичи
Первый парк начали разбивать в 1561 году по приказанию Екатерины Медичи, пожелавшей новый загородный дворец. Так и не достроенный при Медичи дворец Тюильри (из-за нехватки средств постройка не была даже покрыта крышей) находился за крепостной стеной города, среди глиняных карьеров и нескольких загородных резиденций. Рядом со дворцом разбили сад, состоявший из множества различных частей: огромные газоны, орнаментальные сады, огород, целое поле хмеля и пр. Разбитый парк был в итальянском стиле: 6 аллей по длине сада и 8 — по его ширине.
Парк создавался для прогулок и развлечения королевы. Ключевым элементом был искусственный грот, созданный Бернаром Палисси с фонтаном, искусственными ракушками и множеством глиняных эмалированных скульптур морских животных.
Парк Медичи просуществовал до конца XVI века и был практически уничтожен во время религиозных войн. Генрих IV восстанавливает парк, одновременно приводя его в соответствие со вкусом эпохи: вдоль северной границы парка высаживают множество шелковичных деревьев, необходимых для выращивания шелкопрядов, развитием культуры которых во Франции занимался сам король.

### Парк Ленотра
Спустя 100 лет, в 1664 году, по приказу короля Людовика XIV Кольбер поручает Ленотру (чей дед работал при создании парка Медичи) перепланировать парк. Это был первый из множества парков, которые Ленотр сделал для Короля-Солнца. Регулярный парк Ленотра — это торжество геометрии. Всё пространство подчиняется строгой иерархии: нижний уровень парка усажен низкими самшитовыми деревьями, за которыми (если смотреть из дворца) встаёт стена больших лиственных деревьев. Высокие террасы по периметру парка защищают его от посторонних взглядов, открывая при этом вид на западные окраины Парижа, в то время занятые полями.
Южный край парка выходит на Сену, где у короля есть целая стая лебедей. На западе от парка ещё нет площади Согласия, и Ленотр строит там уходящую в горизонт (вплоть до холма Шайо) аллею, разрезающую примыкавшие к парку поля, — впоследствии эта аллея станет Елисейскими полями.
Парк Ленотра остался практически неизменным в течение 150 лет. Небольшие изменения — рисунок аллей при Людовике XV, замена цветов газоном при Революции, перевезённые из парка Марли статуи (в настоящее время большинство из них находится в Лувре) — всё это изменило внешний аспект парка, но оставило неизменной задуманную Ленотром структуру.

### Городской парк
Ещё в XVII веке парк открывается для «писателей-журналистов» (фр. les nouvellistes). В парке проходят придворные праздники (последний состоялся в 1867 году), народные гуляния (праздник Верховного Существа при Робеспьере в 1794 году) и прочие знаменательные события (подъём первого монгольфьера в 1783 году, банкет мэров Франции в 1900 году, празднование 200-летия Французской революции в 1989 году).
Во время правления Луи-Филиппа разрушают часть парка Ленотра, чтобы на его месте организовать частный парк суверена, занимавшего тогда дворец Тюильри. Эта часть была отгорожена от публичного парка решётчатым забором — несмотря на то, что забор был полностью переделан при Наполеоне III и целиком разрушен несколько позже, в парке до сих пор виден след от рва, в котором находился забор Луи-Филиппа.

## Достопримечательности парка

### Статуи
В саду расположена коллекция выполненных в мраморе и бронзе скульптур известных мастеров. Выставлены скульптуры из фондов французской национальной ассоциации искусств и разных музеев. Некоторые произведения расположены внутри платановых рощ или даже среди водной поверхности прудов. Первые скульптуры были установлены в конце XVIII века, последние — в конце XX века (в том числе так называемое «Дерево гласных» Джузеппе Пеноне).

### Деревья
В саду высажены множество деревьев, имеющих французский статус «примечательное дерево» (они отмечены соответствующим указателем), а также большое разнообразие цветов в клумбах.

### Бассейны
Центральный бассейн имеет восьмиугольную форму, поэтому в указателях на французском языке его именуют «октагоном» (фр. bassin octogonal).